# 不動産会社
不動産会社（ふどうさんがいしゃ）とは、主として不動産の売買、交換、賃貸、管理及び、売買・交換・賃貸の代理もしくは仲介を行う会社のことである。その中で開発、分譲を行うものは不動産ディベロッパーと呼ばれる。
購入者が不動産会社に先払いするお金を守りなおかつ取引事故による損害補償が含まれる制度があり、それを「一般保証制度」と呼ぶ。公益社団法人不動産保証協会がその制度全体を担っている。

## 法定義
不動産会社が行う業務は幅広く多岐にわたることから、全体を明確に定義する法律は存在しない。
不動産会社を規制する法律のひとつに宅地建物取引業法があり、その第2条2項において宅地建物取引業のことを「宅地若しくは建物（建物の一部を含む。以下同じ。）の売買若しくは交換又は宅地若しくは建物の売買、交換若しくは貸借の代理若しくは媒介をする行為で業として行なうものをいう。」と定義しており、不動産賃貸業や不動産管理業のみを営む会社については宅地建物取引業者にあたらない。
また、分譲マンションの管理について近年関心が高まっているが、不動産管理業の中でも分譲マンションの管理を業として行う場合には、2000年（平成12年）12月8日に施行されたマンションの管理の適正化の推進に関する法律（通称：マンション管理適正化法）によって規制される。ただし、賃貸マンションやオフィスビル、商業ビルなどの管理を業として行う場合には、規制の対象とはならない。
| 名称         | 名称                   | 事業を規制する法律                         | 法制度に固有業務がある専門家        |
| ------------ | ---------------------- | ------------------------------------------ | ----------------------------------- |
| 不動産取引業 | 建物売買業・土地売買業 | 宅地建物取引業法                           | 宅地建物取引士                      |
| 不動産取引業 | 不動産代理業・仲介業   | 宅地建物取引業法                           | 宅地建物取引士                      |
| 不動産賃貸業 | 不動産賃貸業           | 賃貸住宅の管理業務等の適正化に関する法律   | 賃貸不動産経営管理士 宅地建物取引士 |
| 不動産賃貸業 | 貸家業・貸間業         | 賃貸住宅の管理業務等の適正化に関する法律   | 賃貸不動産経営管理士 宅地建物取引士 |
| 不動産賃貸業 | 駐車場業               | －                                         | －                                  |
| 不動産管理業 | 分譲マンション         | マンションの管理の適正化の推進に関する法律 | 管理業務主任者                      |
| 不動産管理業 | 賃貸住宅               | 賃貸住宅の管理業務等の適正化に関する法律   | 賃貸不動産経営管理士 宅地建物取引士 |
| 不動産管理業 | オフィスビル等         | －                                         | －                                  |

業務に付随して、上記以外の各種法律の規制を受ける場合がある。

## 不動産業界
不動産業界は飲食店などと同じく参入が比較的容易であることから、中小の個人経営の会社まで含めると非常に裾野の広い業界である。また、不動産専業ではなく建設会社・工務店など施工業者がそのままマンションや建売住宅の分譲を行っているケースや、鉄道事業者や鉄鋼メーカーなど他業種の企業の一部門及び子会社が不動産事業を行っているケースも多く見られる。大学不動産連盟（University Real Estate League = UREL）正会員校等の大学を卒業した者が不動産事業に関わる場合、自校の校友会にとどまらない幅広い不動産取引等の交流がなされている。
不動産業全体の売上高は約34兆円（平成19年）で、全産業に占める割合は2.3%。自動車製造業や運輸業、娯楽業などよりも市場規模は小さいが、鉄鋼業や飲食業、印刷業などよりも市場規模は大きい。
市場規模 (一部の産業を抜粋)
| 産業名                 | 売上高 （単位：億円） | 構成比 |
| ---------------------- | --------------------- | ------ |
| 卸売業                 | 4,319,343             | 27.3%  |
| 小売業                 | 1,653,518             | 10.5%  |
| 建設業                 | 1,350,155             | 8.5%   |
| 運輸業                 | 673,608               | 4.3%   |
| 自動車・同附属品製造業 | 663,241               | 4.2%   |
| 電気機械器具製造業     | 493,708               | 3.1%   |
| 娯楽業                 | 422,169               | 2.7%   |
| 不動産業               | 370,946               | 2.3%   |
| 飲食業                 | 152,174               | 1.0%   |
| 宿泊業                 | 73,922                | 0.5%   |
| 全産業                 | 15,801,713            | 100.0% |

※資料 : 財務省「法人企業統計調査」（平成19年）より

## 事業規模・構成比
小規模の会社が多く、一事業所当りの平均従業者数は、全産業の平均9.7人と比べると非常に少ない。また、事業別の構成比は不動産賃貸業が最も多く、事業所数で約7割、従業員数で約5割を占める。
|              |                        | 一事業所当たり 平均従業者数 | 事業所数 | 構成比 | 構成比 | 従業員数    | 構成比 | 構成比 |
| ------------ | ---------------------- | --------------------------- | -------- | ------ | ------ | ----------- | ------ | ------ |
| 不動産取引業 | 建物売買業・土地売買業 | 7.5人                       | 18,018   | 5.6%   | 20.3%  | 135,408人   | 13.2%  | 32.6%  |
| 不動産取引業 | 不動産代理業・仲介業   | 4.3人                       | 46,987   | 14.7%  | 20.3%  | 200,580人   | 19.5%  | 32.6%  |
| 不動産賃貸業 | 不動産賃貸業           | 4.1人                       | 48,726   | 13.6%  | 70.9%  | 178,734人   | 17.4%  | 49.4%  |
| 不動産賃貸業 | 貸家業・貸間業         | 1.7人                       | 147,331  | 46.0%  | 70.9%  | 254,340人   | 24.7%  | 49.4%  |
| 不動産賃貸業 | 駐車場業               | 2.1人                       | 36,099   | 11.3%  | 70.9%  | 74,940人    | 7.3%   | 49.4%  |
| 不動産管理業 | 不動産管理業           | 6.6人                       | 28,313   | 8.8%   | 8.8%   | 185,465人   | 18.0%  | 18.0%  |
| 不動産業全体 | 不動産業全体           | 3.2人                       | 320,474  | 100.0% | 100.0% | 1,029,467人 | 100.0% | 100.0% |

※資料 : 総務省「事業所・企業統計調査報告」（平成18年）より。国・地方公共団体を除く。

## 主な不動産会社一覧
以下、デベロッパーとして業を営むもの。これらとは別に不動産流通業（物件の売買・賃借の媒介）やビルメンテナンス・マンション管理業を営むものは多数存在する（以下デベロッパーの関連会社として置かれている場合もある）。
- 旧財閥直系
  - 三菱地所/三菱地所レジデンス・三井不動産/三井不動産レジデンシャル・住友不動産・東京建物
- 鉄道系不動産会社（開発は鉄道会社本体の不動産事業部門が手がけるが、住宅の販売・媒介業務は不動産事業子会社に分担している例が多い）
  - 関東 - 東急・東急不動産・京王不動産・小田急電鉄・京浜急行電鉄・相鉄不動産・東武鉄道・京成電鉄・西武不動産・東日本旅客鉄道/ジェイアール東日本都市開発/JR東日本ビルディング・日本貨物鉄道
  - 近畿 - 京阪ホールディングス/京阪電鉄不動産・阪急阪神不動産（阪急電鉄・阪神電気鉄道）・近鉄不動産・南海電気鉄道/南海不動産・JR西日本不動産開発/JR西日本プロパティーズ
  - その他 - 名鉄都市開発・ジェイアール東海不動産・西鉄不動産・九州旅客鉄道
- 総合商社系（伊藤忠商事以外の大手商社は自社の不動産部門でデベロッパー事業を営んでいる）
  - 丸紅・双日・三井物産・伊藤忠都市開発・三菱商事/三菱商事都市開発・住友商事・豊田通商
- メーカー系不動産会社
  - トヨタ不動産/トヨタホーム（トヨタグループ）・日鉄興和不動産（日本製鉄・旧興和不動産はみずほ（旧興銀系））/日鉄興産（旧 住金興産）・旭化成ホームズ（旭化成）
- ゼネコン系不動産会社
  - 大成有楽不動産（大成建設）・清水総合開発（清水建設）・TAKリアルティ（竹中工務店）・大林新星和不動産（大林組、新星和不動産の設立母体は日本生命系（旧星和住宅・星和地所・新星開発））
- 金融系不動産会社
  - みずほ銀行系 - ヒューリック（旧日本橋興業、旧富士銀系、芙蓉総合開発と合併）・中央日本土地建物（旧第一勧銀（勧銀系・第一銀系））・清和綜合建物（旧第一銀系）・名古屋ビルディング（旧第一銀系）・旧興和不動産（旧興銀系、現日鉄興和不動産）・ユニゾホールディングス（旧興銀系、グループ離脱）
  - 三井住友銀行系 - 銀泉（旧住銀系）・京阪神ビルディング（旧住銀・住友系）・京阪神興業（旧神戸銀系）・神戸土地建物（旧神戸銀系）・陽栄（旧太陽銀系）・室町殖産（旧三井銀・三井系）・ホウライ（旧三井銀（十五銀）系）
  - 三菱UFJ銀行系 - 丸の内よろず（旧三菱銀・三菱系）・千歳コーポレーション（旧三菱銀系）・綜通（旧東銀系）・東洋不動産（旧三和銀系）・オークラヤ住宅（旧三和銀系）・東栄（旧東海銀系）・御幸ビルディング（旧東海銀系）・新東昭不動産（旧東海銀系）
  - その他金融系 - 平和不動産・野村不動産・オリックス不動産・安田不動産（損保ジャパン・明治安田生命ほか旧安田財閥系各社）・第一ビルディング/相互住宅（第一生命保険）・大星ビル管理/星光ビル管理（日本生命・大林組・旧UFJグループ（旧三和グループ）)・大栄不動産（埼玉りそな銀行系）・TC神鋼不動産（旧神鋼興産不動産部門+神戸製鋼所不動産部門、東京センチュリーが買収）
- その他企業グループ系列不動産会社
  - ダイビル・NTT都市開発・サンケイビル（フジサンケイグループ） 等
- 独立系不動産会社（ビル、総合）
  - 森ビル・森トラスト・オープンハウスグループ・大和ハウス工業・積水ハウス・福岡地所 等
- 住宅主体独立系不動産会社
  - マンション系ゼネコン（デベロッパー兼務）
    - 長谷工コーポレーション・穴吹工務店 等

  - マンション専業デベロッパー
    - 大京・コスモスイニシア・総合地所・明和地所・日本綜合地所・タカラレーベン・マリモ・ゼファー・クレアスライフ・フージャースコーポレーション・長谷工不動産・ゴールドクレスト・モリモト・サンウッド 等

  - 賃貸アパート専業デベロッパー
    - レオパレス21・大東建託・東建コーポレーション 等

  - 事業分野特化型（投資運用など）の不動産会社
    - レジデンス・ビルディングマネジメント・ケン・コーポレーション・木下工務店・DAインベストメンツ・スルガコーポレーション・アルデプロ・プロパスト・シノケングループ・プロパティエージェント・GAテクノロジーズ・日本財托等

## 不動産バブル
2002年（平成14年）からの好景気（いざなみ景気）の長期化により、大都市圏のオフィスビルの空室率や失業者率が低下し、個人では団塊の世代の大量退職・住宅ローンの貸出金利が低く推移したこと、不動産（オフィス・商業施設・住宅・リゾート）に対する需要が増加した事に加え、J-REIT（証券化）や特定目的会社という新たな資金調達手段が登場したことにより不動産投資マネーが飛び交うようになり、大型物件の開発や既存不動産の売買が相次ぐなど不動産関連企業の収益や新規参入が増加するといった活況を呈し、「不動産バブル」と言える状態となっていった。
しかし、2007年（平成19年）8月にサブプライム問題が発生。2008年（平成20年）9月の世界金融危機が追い打ちをかけ、金融機関や投資家がデベロッパー向け投融資を急激に縮小させたことから上場会社・地域の有力会社を問わず倒産する企業が相次ぎ、不動産会社に連鎖して中小ゼネコンの倒産も発生している。2010年（平成22年）に入っても不動産不況は終わりを見せず、上場企業や地域の有力デベロッパーの経営破綻が相次いだ。

### 主な倒産企業
サブプライム問題発生以降に倒産した上場不動産会社および主な非上場不動産会社は以下の通り。下記各社の負債総額は帝国データバンクおよび東京商工リサーチ調べによる。
2008年（平成20年）
- 2月
  - 第一住創（グリーンシート、負債額83億円、民事再生）2008年2月
- 3月
  - レイコフ（大証ヘラクレス、破産）2008年3月
- 5月
  - 近藤産業（負債総額323億円、破産）2008年5月
    - 連鎖で林建設工業（富山市、民事再生、2008年6月）、ゼファー（民事再生）。
- 6月
  - スルガコーポレーション（東証2部、民事再生）2008年6月
  - 愛松建設（負債総額154億円、民事再生）2008年6月
    - 連鎖で真柄建設（民事再生、2008年7月）。

  - ケイ・エス・シー（負債総額100億円、破産）2008年6月
    - 連鎖で三平建設（民事再生、2008年7月）、志多組（宮崎県、民事再生、2008年8月）、りんかい日産建設（会社更生法、2008年8月）。
      - りんかい日産建設への焦付が発生した山崎建設（JASDAQ上場）が2008年10月に会社更生法の適用を申請。
- 7月
  - ダイドー住販（負債総額248億円、民事再生）2008年7月
  - 興大（負債総額55億円、破産）2008年7月
    - 連鎖で三平建設（民事再生）、多田建設（会社更生、2008年7月）。

  - ゼファー（東証1部、民事再生） 2008年7月
    - 連鎖で北野組（北海道、破産、2008年7月）。

  - キョーエイ産業（JASDAQ、民事再生）2008年7月
  - 丸美（負債総額220億円、民事再生）2008年7月
    - 連鎖で真柄建設（民事再生、2008年7月）

  - ハウジング大興（負債総額138億円、民事再生）2008年7月
  - マツヤハウジング（負債総額267億円、民事再生）2008年7月
- 8月
  - アーバンコーポレイション（東証1部、民事再生）2008年8月
  - 創建ホームズ（東証1部、民事再生）2008年8月
    - 連鎖で新井組（民事再生、2008年10月）。
      - 新井組への焦付が発生した山﨑建設が2008年10月に会社更生法の適用を申請（前掲済）。

  - セボン（負債総額621億円、民事再生）2008年8月
- 9月
  - エフ・イー・シー（負債総額130億円、民事再生）2008年9月
    - 連鎖で勝村建設（営業停止、2008年10月）。

  - ランドコム（東証2部、負債総額310億、民事再生）2008年9月
  - シーズクリエイト（東証1部、民事再生）2008年9月
    - 連鎖で井上工業（破産、2008年10月）。

  - リプラス（東証マザーズ、破産）2008年9月
    - 連鎖で子会社のリプラス・チャイナ・アセットマネジメント（破産、2008年11月）。

  - Human21（JASDAQ、民事再生）2008年9月
- 10月
  - エルクリエイト（JASDAQ、破産）2008年10月
  - ニューシティ・レジデンス投資法人（東証REIT市場、民事再生）2008年10月
  - ノエル（東証2部、破産）2008年10月
  - 康和地所（負債総額143億円、民事再生）2008年10月
  - ダイナシティ（JASDAQ、民事再生）2008年10月
- 11月
  - 環商事（負債総額158億5000万円、破産）2008年11月
  - モリモト（東証2部、負債総額1615億2000万円、民事再生）2008年11月
- 12月
  - ウエスト・ハウス（負債総額70億円、特別清算）2008年12月
  - フレッグインターナショナル（負債総額257億1300万円、民事再生）2008年12月
  - ダイア建設（東証2部、負債総額300億円、民事再生）2008年12月
  - 山田木材（負債総額45億円、破産）2008年12月16日

2009年（平成21年）
- 1月
  - みどり建設興業（負債総額19億円、破産）2009年1月
  - トップハウス（負債総額76億円、破産）2009年1月
  - 中央興産（負債総額48億円、破産）2009年1月
    - 連鎖でグループ企業の中央都市開発（破産、2009年1月）、中央商事（破産、2009年1月）。

  - ランドクリエーション（負債総額15億円、破産）2009年1月
  - 日本クリエイト（負債総額30億円、破産）2009年1月
  - 東新住建（JASDAQ、負債総額491億円、民事再生）2009年1月
  - クリード（東証1部、負債総額650億円、会社更生）2009年1月
  - ジョー・コーポレーション（負債総額90億円、民事再生）2009年1月
  - 章栄不動産（負債総額292億円、民事再生）2009年1月
  - シックス（負債総額50億円、破産）2009年1月
    - 連鎖でグループ企業のシックスサービス（破産、2009年1月）、シックスエージェンシー（破産、2009年1月）。

  - エス・シージャパン（負債総額43億円、破産）2009年1月
  - ミヤビエステックス（負債総額205億5400万円、民事再生）2009年1月
  - 栄泉不動産（負債総額580億円、民事再生）
  - 富士ハウス（負債総額358億円、破産）2009年1月
    - 連鎖でグループ企業の日京（破産、2009年1月）、サニー（破産、2009年1月）。
- 2月
  - Ｋ’ｓコーポレーション（負債総額36億円、民事再生）2009年2月
  - ホリウチコーポレーション（負債総額38億2600万円、破産）2009年2月
  - 日本綜合地所（東証1部、負債総額1975億円4900万円、会社更生）2009年2月
    - 連鎖でグループ企業の日綜不動産（会社更生、2009年2月）、日綜ハウジング（会社更生、2009年2月）。

  - ニチモ（東証2部、負債総額757億円、民事再生）、2009年2月13日

## 不動産会社を題材にした作品
- 『家売るオンナ』
- 『正直不動産』